# Rodolfo Ferrari (farmacologo)
Rodolfo Ferrari (Canneto sull'Oglio, 12 febbraio 1904 – Londra, 30 ottobre 1975) è stato un fisiologo, biologo e farmacologo italiano,  noto per avere prodotto la prima penicillina italiana. Fondò a Milano la SPA Società Prodotti Antibiotici insieme al microbiologo Carlo Callerio.

## Biografia

### Studi
Si laurea con lode nel 1928 presso la Facoltà di Medicina e Chirurgia all'Università degli Studi di Pavia. Nel 1923 aveva ottenuto un posto come alunno nel Collegio Ghislieri di Pavia per studenti universitari, che conservò fino alla laurea.. Viene nominato aiuto provvisorio presso l’Istituto di Fisiologia di Pavia e docente di Fisiologia Generale su proposta del dottor Tullio Gayda.
Con le sue ricerche sulla rigenerazione del sangue nella rana salata, sull’edema da perfusione in diverse condizioni sperimentali, sull'origine dell'emoglobina, sui rapporti tra gonadi e milza, sulla formazione del sangue nello sviluppo ontogenico, sulla coagulazione del sangue, sulla funzione del timo, sui movimenti dei vasi sanguigni, sul riflesso patellare, sulla fisiologia della tiroide, sul glutatione del sangue e degli organi, vince nel 1930, tra gli altri, il Premio Lepetit per laureati del Consiglio Nazionale delle Ricerche.

### Trasferimento in Germania
Nel 1931 si trasferisce in Germania presso l’istituto di Fisiologia dell'Università di Amburgo e lì conclude le sue ricerche sulla digestione delle alimentazioni miste nel cane e nell’uomo, sull’allevamento muscolare e sul ricambio gassoso della talpa. Nel 1932 ottiene un incarico presso l'Istituto Fisiologico di Kiel e porta a termine le ricerche sperimentali sul lavoro di secrezione del fegato, del rene e delle ghiandole salivari isolate.

### Ritorno in Italia
Nel 1933 ottiene l'abilitazione alla libera docenza in Fisiologia sperimentale e continua la sua attività presso l'Istituto Fisiologico di Pavia, dedicandosi a ricerche sull’azione degli ormoni sulla secrezione dei succhi digestivi, grazie all’assistenza finanziaria del Consiglio Nazionale delle Ricerche. Sempre a Pavia, nel 1934-1935, su proposta della Facoltà e con l’approvazione ministeriale, viene incaricato dell’insegnamento ufficiale della Fisiologia Generale, un corso fondamentale per gli studenti di Farmacia e Chimica. Durante l’anno accademico 1935-1936, per la morte improvvisa del professor Tullio Gayda, su proposta della Facoltà Medica continua l'insegnamento al corso di Fisiologia iniziato dal suo compianto maestro e ne assume provvisoriamente la direzione di istituto.

### Costituzione dell'azienda SPA Società Prodotti Antibiotici

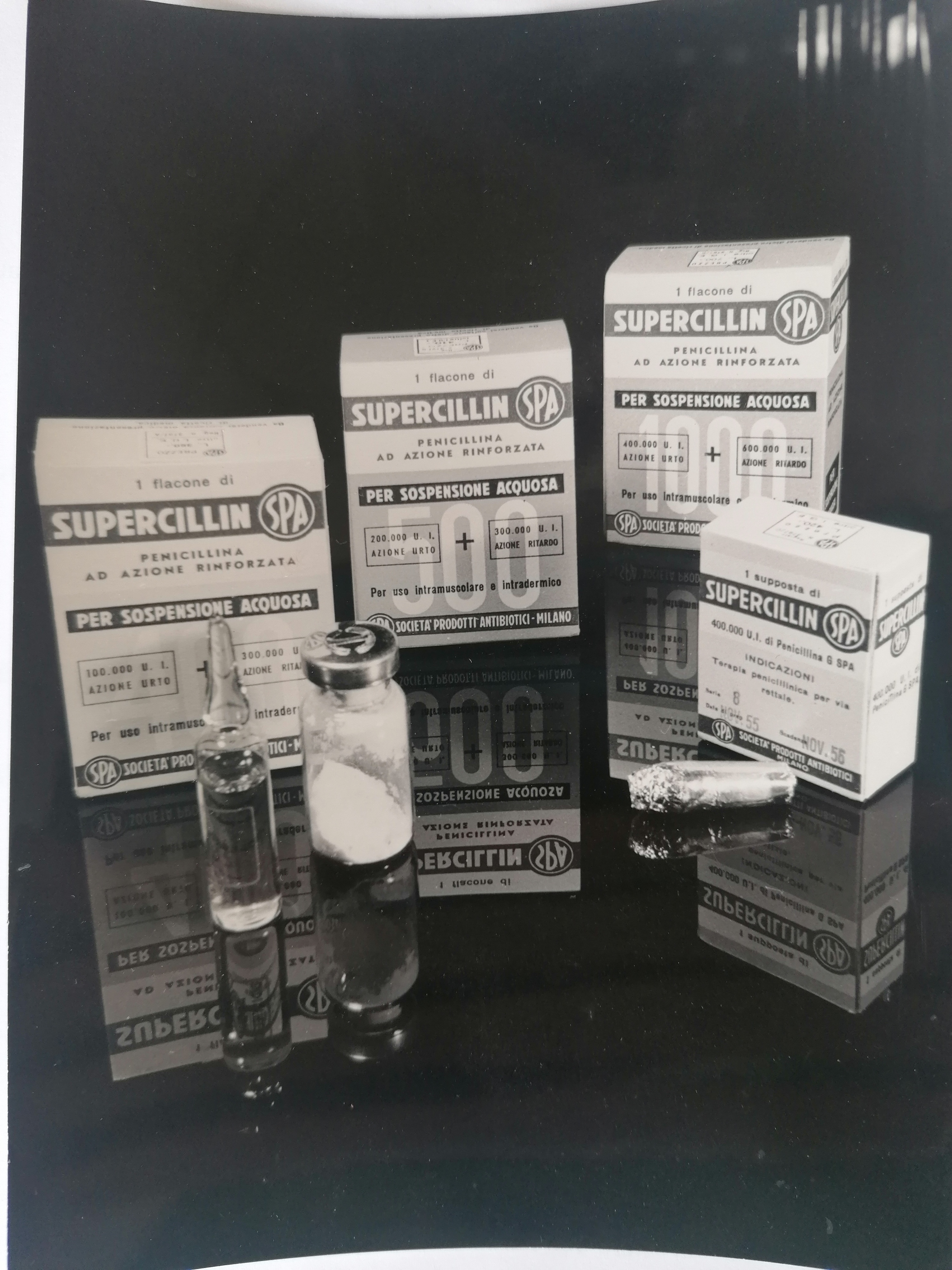
Supercillin - prima penicillina italiana prodotta da SPA Società Prodotti Antibiotici

Il 24 maggio 1947, insieme al microbiologo Carlo Callerio, costituisce a Milano la SPA Società Prodotti Antibiotici, contribuendo alla ricostruzione sanitaria dell’Italia del dopoguerra, grazie a una scoperta rivoluzionaria che era giunta dal Nord America con le truppe alleate: la penicillina.
In Italia la poca penicillina circolante in quel momento era tutta di produzione americana e solo sporadicamente arrivavano confezioni dall'Inghilterra e dalla Francia, sotto controllo militare. L’esigenza di poter disporre di un'efficiente produzione di penicillina italiana spinge Rodolfo Ferrari e Carlo Callerio a produrre in SPA Società Prodotti Antibiotici una delle prime penicilline prodotte in Italia, la Supercillin.

### L'incontro con Alexander Fleming

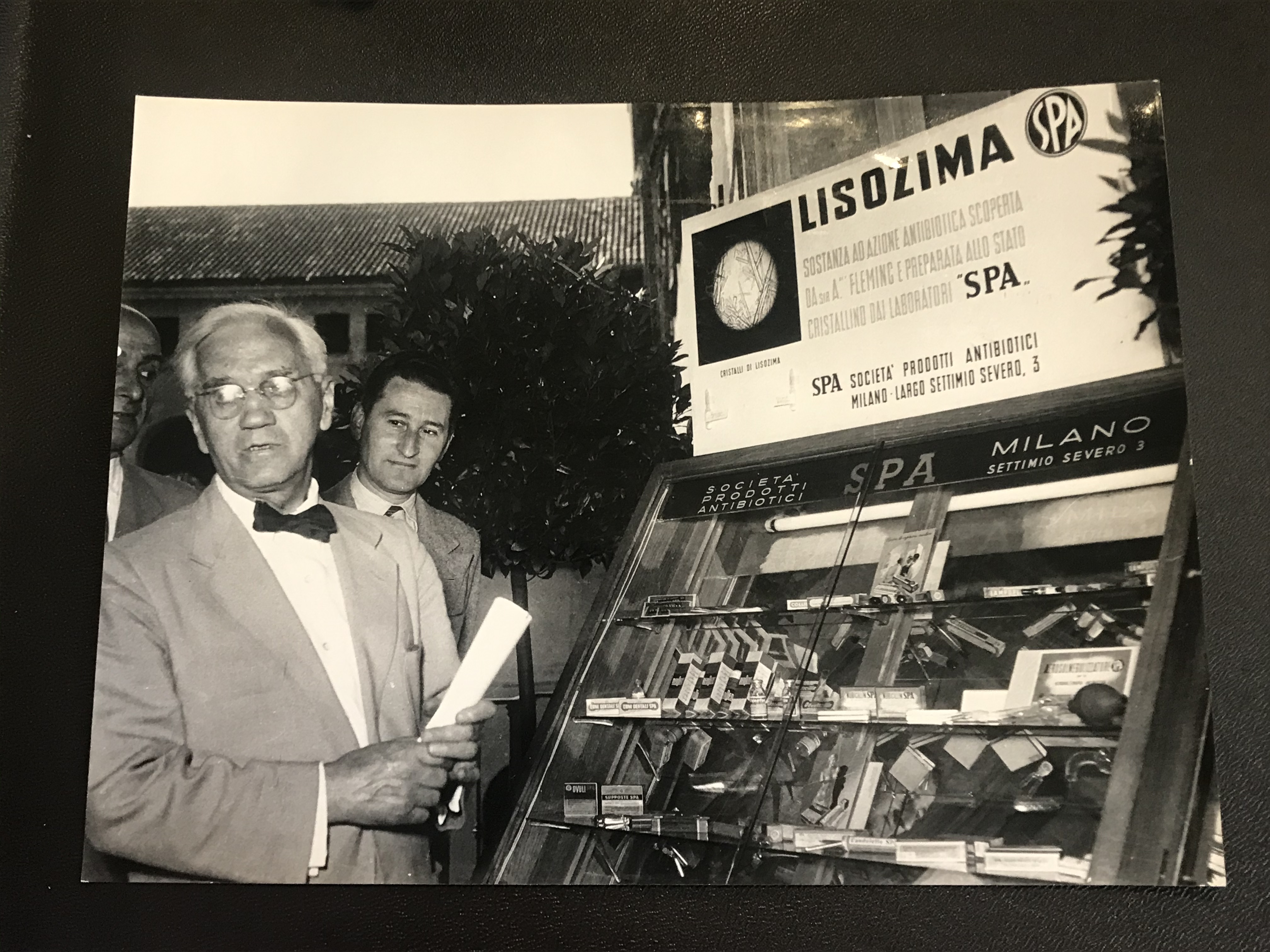
Alexander Fleming alla SPA Società Prodotti Antibiotici nel 1950

Nel 1950, grazie alla conoscenza e ai rapporti di consulenza scientifica con Alexander Fleming, produce e mette in commercio un'altra sostanza antibatterica scoperta dallo scienziato britannico: il Lisozima.

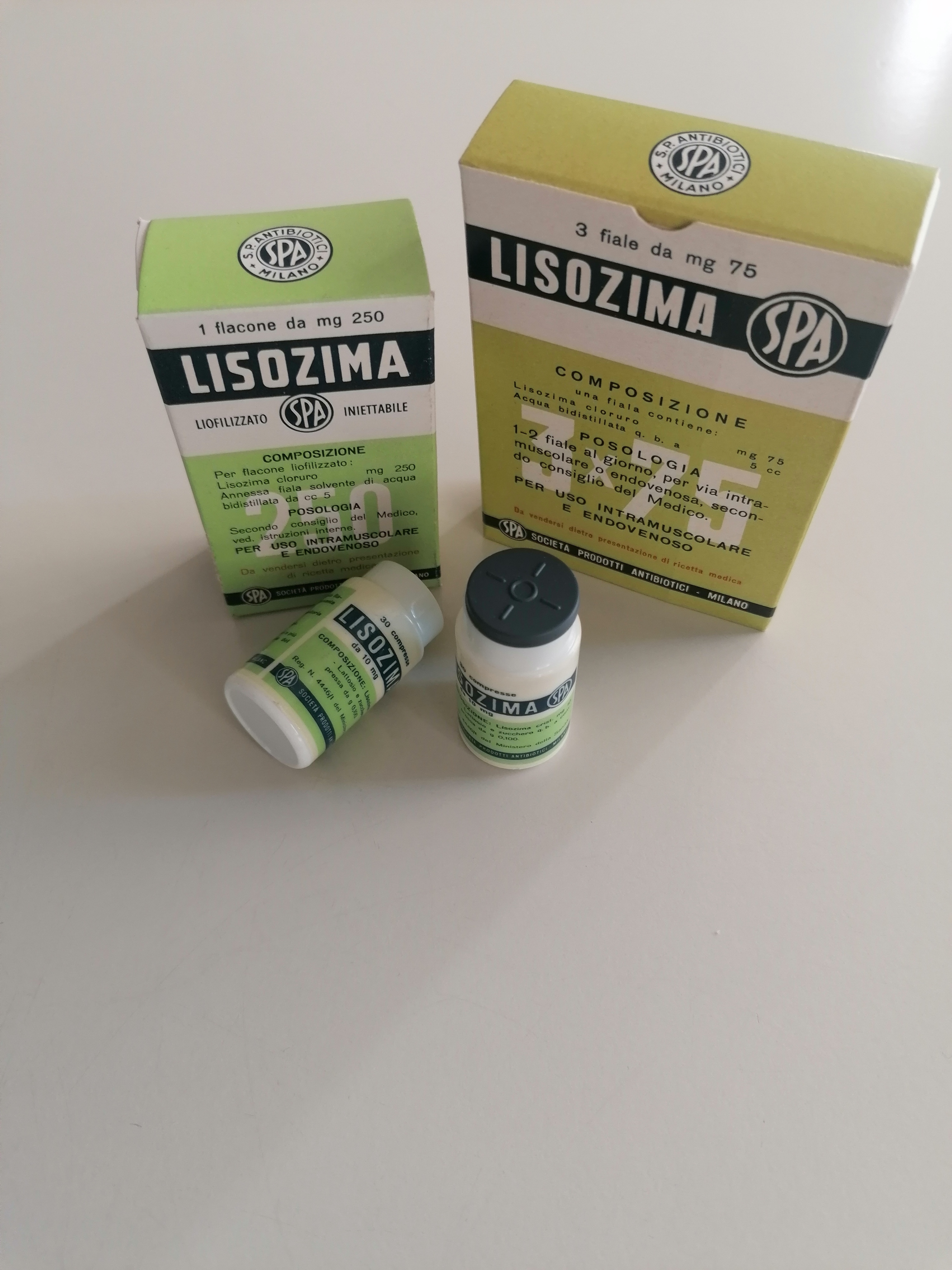
Lisozima prodotto e commercializzato da SPA Società Prodotti Antibiotici

Fleming l'aveva scoperto nel 1922 e rispetto alla penicillina presentava una grande differenza: il Lisozima attaccava principalmente germi non patogeni per l’uomo, mentre la penicillina attaccava potentemente molte delle più comuni infezioni umane.
Il Lisozima viene posto in commercio per la umanizzazione biologica del latte di vacca e come integratore dell'alimentazione artificiale del lattante.
Nello stesso anno il Premio Nobel Alexander Fleming è l'ospite d'onore al II° Congresso Nazionale Antibiotici a Milano; con l'occasione incontra Rodolfo Ferrari e visita i laboratori della SPA Società Prodotti Antibiotici.

### Pubblicazioni
Qui di seguito le pubblicazioni di Rodolfo Ferrari nei primi anni della sua carriera dal 1927 al 1930:
- Rodolfo Ferrari, Bollettino della Società Medico Chirurgica Bresciana Anno I Numero 6, Brescia, Tip. Orfanotrofio Vittorio Eman. III, 1927.
  - Su la diagnosi clinica di due casi di tumore addominale extra viscerale.[13]
- Rodolfo Ferrari, Bollettino della Società Medico Chirurgica di Pavia Anno XLIII dalla fondazione della Società Fasc.3, Pavia, Tipografia Cooperativa, 1929.
  - Su la patogenesi della fibrechia del cuore.[14] Osservazioni anatomo-patologiche e sperimentali sul morbo di Pick.
- Rodolfo Ferrari, Bollettino della Società Medico-Chirurgica di Pavia Vol. VII fasc. 5, Pavia, Tipografia Cooperativa, 1929.
  - Ricerche ematologiche sulla rana salata.[15]
- Rodolfo Ferrari, Bollettino della Società Medico Chirurgica di Pavia Anno XLIV fasc.1, Pavia, Tipografia Cooperativa, 1930.
  - Sulla divisione diretta degli eritrociti circolanti della rana.[16]
- Rodolfo Ferrari, Haematologica Archivio Estratto Volume XI fasc. IV, Pavia, Tipografia Cooperativa, 1930.
  - Sulla formazione della emoglobina nel nucleo degli eritroblasti di rana.[17].
- Rodolfo Ferrari, Haematologica Archivio Estratto Volume XI fasc. V, Pavia, Tipografia Cooperativa, 1930.
  - Influenza della milza sulle variazioni determinate dalla castrazione e dal trapianto di gonadi etero-sessuali nel numero degli eritrociti e dei leucociti, nella quantità di emoglobina e nella formula leucocitaria.
- Rodolfo Ferrari, Estratto dall'Archivio di Fisiologia Volume XXIX fasc. 2°, Firenze, Tipografia Luigi Niccolai, 1930.
  - Influenza della tiroide sull’edema da perfusione con soluzioni saline.

## Premi
- Premio Lepetit per laureati del Consiglio Nazionale delle Ricerche - 1930[18]
- Premio di perfezionamento del Collegio Ghislieri in Fisiologia presso Università di Kiel - 1931/32